# Організаційно-правова форма господарювання
Організаці́йно-правова́ фо́рма господарюва́ння — тип суб'єкта права, що визначає форму здійснювання його господарської діяльності. Організаційно-правові форми та їх особливості визначаються законодавством певної країни.
Оскільки юридична особа — це організація, то всередині неї виникають певні відносини. Характер цих відносин, їх наповнення, а також деякі умови відповідальності внутрішніх учасників цієї юридичної особи перед кредиторами визначаються саме її організаційно-правовою формою.
Організаційно-правова форма юридичних осіб зазвичай зазначається в їх назвах.

## В Україні
Організаційно-правові форми в Україні визначені у класифікаторі організаційно-правових форм господарювання (КОПФГ).
В Україні організаційно-правова форма разом з назвою є частиною найменування юридичної особи.
Організаційно правова форма юридичної особи визначає внутрішні відносини та організаційну структуру юридичної особи, порядок прийняття ним рішень.

### Приклади
За прийняттям рішень:
- Господарське товариство
- Казенне підприємство
- Комунальне підприємство

За відповідальністю за борги:
- повне товариство
- товариство з обмеженою відповідальністю
- товариство з додатковою відповідальністю

За способом поділу
- Господарське товариство
- акціонерне товариство
- публічне акціонерне товариство (колишнє відкрите акціонерне товариство)
- приватне акціонерне товариство (колишнє закрите акціонерне товариство)

ОПФ, на які накладаються обмеження на вид діяльності:
- об'єднання співвласників багатоквартирного будинку
- політична партія,
- профспілка,
- релігійна організація,
- громадська організація,
- громадська спілка,
- фондова біржа,
- товарна біржа.